# Kent megye (Texas)
Kent megye az Amerikai Egyesült Államokban, azon belül Texas államban található. Megyeszékhelye és legnagyobb városa Jayton. Lakosainak száma 753 fő (2020. április 1.). Kent megye Fisher, Dickens, Stonewall, Scurry, Garza, King és Crosby megyékkel határos.

## Népesség
A megye népességének változása:
| Lakosok száma | 812  | 822  | 843  | 807  | 764  | 753  |
|               | 2010 | 2011 | 2012 | 2013 | 2015 | 2020 |